# Палумбо, Джо
Джозеф Энтони Палумбо—младший (англ. Joseph Anthony Palumbo Jr.; 26 октября 1994, Стоуни-Брук, Нью-Йорк) — американский бейсболист, питчер. В 2019 и 2020 годах выступал в Главной лиге бейсбола в составе клуба «Техас Рейнджерс».

## Карьера
Джо Палумбо родился 26 октября 1994 года в городе Стоуни-Брук в штате Нью-Йорк. В 2013 году он окончил католическую школу в Уэст-Айслипе и был выбран в тридцатом раунде драфта клубом «Техас Рейнджерс». Во время учёбы Палумбо также играл за команду «Лонг-Айленд Блэк Сокс» в региональной лиге.
В период с 2013 по 2015 год игра Палумбо не была впечатляющей. Первый хороший сезон он провёл в 2016 году в составе «Хикори Краудэдс» в Южно-Атлантической лиге. По итогам 33 сыгранных матчей его пропускаемость составила 2,24, Джо сделал 122 страйкаута, а игроки соперника отбивали против него с эффективностью 20,2 %. Сезон 2017 года он начал с трёх уверенных игр, сделав 22 страйкаута в 13,2 иннингах, но затем получил травму руки. Палумбо перенёс операцию Томми Джона и полностью пропустил остаток сезона. Он восстановился и набрал форму к началу следующего чемпионата, по ходу которого выступал за фарм-команды «Рейнджерс» трёх разных уровней. Весной 2019 года во время предсезонных сборов главный тренер «Техаса» Крис Вудворд отметил, что в будущем рассчитывает на Джо как питчера стартовой ротации.
Начало сезона 2019 года Джо отыграл в АА- и ААА-лигах, а в начале июня дебютировал за «Рейнджерс» в Главной лиге бейсбола. За основную команду он провёл четыре игры в роли стартового питчера и три как реливер, пропустив семь хоум-ранов. В 2020 году Палумбо принял участие только в двух матчах. В начале августа клуб внёс его в список травмированных из-за язвенного колита. Сезон 2021 года игрок начал в фарм-команде «Раунд-Рок Экспресс». Он сыграл в шести матчах, после чего получил травму спины и выбыл из строя до конца чемпионата. После его окончания Палумбо был выставлен на драфт отказов и перешёл в «Сан-Франциско Джайентс».
В 2022 году Палумбо сыграл три матча в составе «Сакраменто Ривер Кэтс», фарм-команды «Джайентс» уровня AAA-лиги. В июле клуб отчислил его.